# 9168 Sarov
9168 Sarov (1987 ST17) là một tiểu hành tinh vành đai chính được phát hiện ngày 18 tháng 9 năm 1987 bởi L. I. Chernykh ở Đài vật lý thiên văn Crimean.